# Марангунич, Срджан
Срджан Марангунич (род. 31 октября 1943) — хорватский шахматист, международный мастер (1971).
Разделил 1-2 место в чемпионате Югославии 1977 года (совместно с Л. Любоевичем).
В составе сборной Югославии участник ряда турниров. Трижды участвовал в командных студенческих Олимпиадах (1966—1968). В 1971 году принял участие в 3-й Балканиаде в Афинах. На этом турнире команда заняла третье место, а он показал лучший результат на своей доске. В 1977 году принял участие в 6-м командном чемпионате Европы в Москве, где команда заняла третье место.
По состоянию на октябрь 2021 года занимал 75-ю позицию в рейтинг-листе активных хорватских шахматистов и 102-е место среди всех шахматистов Хорватии.

## Изменения рейтинга
| Графики недоступны из-за технических проблем. См. информацию на Фабрикаторе и на mediawiki.org. |